# Schweizer Fussballmeisterschaft der Frauen 2016/17
Die Schweizer Fussballmeisterschaft 2016/17 war die 47. Spielzeit im Fussball der Frauen. Der FC Neunkirch sicherte sich seinen ersten Meistertitel der Vereinsgeschichte.
Die Meisterschaft war in eine Qualifikationsrunde und eine Finalrunde unterteilt. In der Qualifikationsrunde der Nationalliga A (NLA) wurden die Teilnehmer der Finalrunde, in der um den Meistertitel gespielt wurde, und der Auf-/Abstiegsrunde (Barrage) ermittelt. In der Qualifikationsrunde der Nationalliga B (NLB) wurden weitere Teilnehmer der Auf-/Abstiegsrunde sowie der NLB-Abstiegsrunde ermittelt.
Die Saison 2016/17 bildete eine Übergangssaison, da in den Saisons 2017/18 bis 2020/21 die Grösse der NLA auf acht Mannschaften reduziert wurde.

## Qualifikationsrunde NLA
In der Qualifikationsrunde der Nationalliga A traten 10 Teams an, die gegen jeden Gegner je ein Heim- und ein Auswärtsspiel bestritten. Insgesamt absolvierte so jedes Team 18 Spiele. Ab der Folgesaison (bis zur Saison 2020/21) umfasste die NLA nur noch 8 Teams. Daraus ergab sich für 2016/17 eine Übergangssaison mit zwei zusätzlichen Absteigern. Neu qualifizierten sich daher nur noch die besten sechs Vereine der Nationalliga A für die Finalrunde, während ausnahmsweise vier Teams in der Auf-/Abstiegsrunde antreten mussten.
Titelverteidiger war der FC Zürich Frauen. Einziger Aufsteiger war der SC Derendingen Solothurn.

### Teilnehmer
| Team                     | Stadt             | Kanton       | Stadion                   | Trainer            | Platzierung Saison 2015/16 |
| ------------------------ | ----------------- | ------------ | ------------------------- | ------------------ | -------------------------- |
| FC Basel                 | Basel             | Basel-Stadt  | Sportanlage St. Jakob     | Sissy Raith        | 2.                         |
| SC Derendingen Solothurn | Derendingen SO    | Solothurn    | Heidenegg                 | Urs Bachmann       | 2. Auf-/Abstiegsrunde      |
| Grasshopper Club Zürich  | Zürich            | Zürich       | GC-Campus Niederhasli     | Evelyn Zimmermann  | 7.                         |
| FF Lugano                | Lugano            | Tessin       | Stadio di Cornaredo       | Claudio De Marchi  | 6                          |
| FC Luzern Frauen         | Luzern            | Luzern       | Sportanlage Allmend       | Dieter Münstermann | 4.                         |
| FC Neunkirch             | Neunkirch         | Schaffhausen | Sportanlage Randenblick   | Hasan Dračić       | 2.                         |
| FC Staad                 | Staad SG          | St. Gallen   | Sportplatz Bützel         | Martin Hirt        | 8.                         |
| BSC Young Boys           | Bern              | Bern         | Stadion Neufeld           | Marisa Wunderlin   | 5.                         |
| FC Yverdon Féminin       | Yverdon-les-Bains | Waadt        | Stade Municipal           | Fred Mauron        | 1. Auf-/Abstiegsrunde      |
| FC Zürich Frauen         | Zürich            | Zürich       | Sportanlage Heerenschürli | Dorjee Tsawa       | 1., Meister                |

### Tabelle
| Pl.             | Verein                       | Sp. | S  | U | N  | Tore    | Diff. | Punkte |
| --------------- | ---------------------------- | --- | -- | - | -- | ------- | ----- | ------ |
| 1.              | FC Neunkirch                 | 18  | 14 | 3 | 1  | 065:900 | +56   | 45     |
| 2.              | FC Zürich Frauen (M, C)      | 18  | 13 | 4 | 1  | 072:140 | +58   | 43     |
| 3.              | FC Basel                     | 18  | 11 | 3 | 4  | 044:140 | +30   | 36     |
| 4.              | FC Luzern Frauen             | 18  | 9  | 2 | 7  | 044:280 | +16   | 29     |
| 5.              | BSC Young Boys               | 18  | 7  | 6 | 5  | 033:290 | +4    | 27     |
| 6.              | FF Lugano                    | 18  | 7  | 6 | 5  | 031:410 | −10   | 27     |
| 7.              | Grasshopper Club Zürich      | 18  | 5  | 3 | 10 | 044:540 | −10   | 18     |
| 8.              | FC Staad                     | 18  | 4  | 3 | 11 | 021:500 | −29   | 15     |
| 9.              | FC Yverdon Féminin           | 18  | 2  | 5 | 11 | 016:640 | −48   | 11     |
| 10.             | SC Derendingen Solothurn (N) | 18  | 0  | 1 | 17 | 011:780 | −67   | 01     |
| Stand: Endstand |                              |     |    |   |    |         |       |        |

| (M) | amtierender Schweizer Meister           |
| (C) | Schweizer Cup-Sieger der letzten Saison |
| (N) | Neuaufsteiger der letzten Saison        |

### Torschützenliste
Bei gleicher Anzahl von Treffern sind die Spieler alphabetisch geordnet.
| Pl.         | Name                  | Team                    | Tore |
| ----------- | --------------------- | ----------------------- | ---- |
| 1           | Valentina Bergamaschi | FC Neunkirch            | 20   |
| 2           | Géraldine Reuteler    | FC Luzern Frauen        | 18   |
| 3           | Cara Curtin           | FF Lugano               | 16   |
| 4           | Sanni Maija Franssi   | FC Zürich Frauen        | 15   |
| 5           | Caroline Müller       | Grasshopper Club Zürich | 12   |
| 6           | Fabienne Humm         | FC Zürich Frauen        | 11   |
| 7           | Stefanie De Alem      | FC Basel                | 10   |
| 8           | Florijana Ismaili     | BSC Young Boys          | 8    |
| 8           | Alisha Lehmann        | BSC Young Boys          | 8    |
| 8           | Amelia Pietrangelo    | FC Neunkirch            | 8    |
| 8           | Claudia Stilz         | FC Staad                | 8    |
| Quelle: SFV |                       |                         |      |

## Qualifikationsrunde NLB
In der Nationalliga B nahmen ebenfalls zehn Mannschaften teil. Die besten zwei Teams qualifizierten sich für die Auf-/Abstiegsrunde. Die restlichen acht Vereine der Nationalliga B mussten in der Abstiegsrunde antreten.
Aus der NLA abgestiegen, trat neu der FC St. Gallen an. Die Aufsteiger aus der 1. Liga waren der FC Aïre-le-Lignon und der FC Kloten.
Die U-21 des FC Zürich Frauen war nicht aufstiegsberechtigt, weshalb die Femina Kickers Worb deren Platz in der Auf-/Abstiegsrunde einnahmen.

### Tabelle
| Pl.             | Verein                          | Sp. | S  | U | N  | Tore    | Diff. | Punkte |
| --------------- | ------------------------------- | --- | -- | - | -- | ------- | ----- | ------ |
| 1.              | FC Aarau                        | 18  | 13 | 1 | 4  | 052:200 | +32   | 40     |
| 2.              | FC Zürich Frauen U-21           | 18  | 9  | 6 | 3  | 044:290 | +15   | 33     |
| 3.              | Femina Kickers Worb             | 18  | 10 | 3 | 5  | 041:350 | +6    | 33     |
| 4.              | FC Therwil                      | 18  | 9  | 2 | 7  | 035:300 | +5    | 29     |
| 5.              | FC Schlieren                    | 18  | 8  | 2 | 8  | 039:370 | +2    | 26     |
| 6.              | FC Aïre-le-Lignon (N)           | 18  | 8  | 1 | 9  | 039:410 | −2    | 25     |
| 7.              | FC St. Gallen (A)               | 18  | 7  | 3 | 8  | 039:420 | −3    | 24     |
| 8.              | Frauenteam Thun Berner Oberland | 18  | 6  | 5 | 7  | 033:420 | −9    | 23     |
| 9.              | FF Chênois                      | 18  | 5  | 4 | 9  | 030:330 | −3    | 19     |
| 10.             | FC Kloten (N)                   | 18  | 0  | 3 | 15 | 014:570 | −43   | 03     |
| Stand: Endstand |                                 |     |    |   |    |         |       |        |

| (A) | Absteiger der letzten Saison     |
| (N) | Neuaufsteiger der letzten Saison |

## Finalrunde NLA
In der Finalrunde traten erstmals nur noch sechs Teams an. Zwei Mannschaften trafen jeweils noch ein weiteres Mal aufeinander, sodass jedes Team noch fünf weitere Spiele absolvierte. Neu wurden alle in der Qualifikation erspielten Punkte mitgenommen. Der Erstklassierte der Finalrunde war Ende Saison Schweizer Meister und war für die UEFA Women’s Champions League 2017/18 teilnahmeberechtigt.
Am letzten Spieltag (3. Juni 2017) sicherte sich der FC Neunkirch seinen ersten Meistertitel der Vereinsgeschichte.
Vier Tage nach dem Gewinn der Meisterschaft verkündete der Doublegewinner FC Neunkirch aus finanziellen und strukturellen Gründen den Rückzug seiner ersten Damenmannschaft aus dem Spielbetrieb. Anstelle des FC Neunkirch trat der Vizemeister FC Zürich Frauen in der UEFA Women’s Champions League 2017/18 an.

### Tabelle
| Pl.             | Verein                  | Sp. | S | U | N | Tore    | Diff. | Punkte | Bonus | Gesamt |
| --------------- | ----------------------- | --- | - | - | - | ------- | ----- | ------ | ----- | ------ |
| 1.              | FC Neunkirch            | 5   | 4 | 1 | 0 | 014:100 | +13   | 13     | 45    | 58     |
| 2.              | FC Zürich Frauen (M, C) | 5   | 4 | 1 | 0 | 018:300 | +15   | 13     | 43    | 56     |
| 3.              | FC Basel                | 5   | 2 | 1 | 2 | 007:600 | +1    | 07     | 36    | 43     |
| 4.              | FC Luzern Frauen        | 5   | 1 | 0 | 4 | 003:120 | −9    | 03     | 29    | 32     |
| 5.              | BSC Young Boys          | 5   | 1 | 1 | 3 | 005:170 | −12   | 04     | 27    | 31     |
| 6.              | FF Lugano               | 5   | 0 | 2 | 3 | 004:120 | −8    | 02     | 27    | 29     |
| Stand: Endstand |                         |     |   |   |   |         |       |        |       |        |

| (M) | amtierender Schweizer Meister           |
| (C) | Schweizer Cup-Sieger der letzten Saison |
| (N) | Neuaufsteiger der letzten Saison        |

## Auf-/Abstiegsrunde NLA/NLB
Die vier schlechtesten Teams der Nationalliga A traten zusammen mit den zwei besten Teams der Nationalliga B in der Auf-/Abstiegsrunde an. Hier wurden keine Punkte aus den Qualifikationsrunden mitgenommen. Zwei Mannschaften trafen jeweils einmal aufeinander. Insgesamt absolvierte so jedes Team fünf weitere Spiele. Die zwei besten Teams qualifizierten sich für die Folgesaison der NLA, die anderen vier für NLB. So sollten in jedem Fall zwei Teams mehr ab- als aufsteigen.
Von den NLA-Teams hielten der Grasshopper Club Zürich und der FC Yverdon Féminin die Klasse, während der FC Staad und der SC Derendingen Solothurn absteigen mussten. Von den NLB-Teams verfehlten der FC Aarau und die Femina Kickers Worb den Aufstieg sportlich. Allerdings stieg der FC Aarau als Drittplatzierter am grünen Tisch auf, da durch den Rückzug des FC Neunkirch ein weiterer Platz frei wurde.

### Tabelle
| Pl.             | Verein                       | Sp. | S | U | N | Tore    | Diff. | Punkte |
| --------------- | ---------------------------- | --- | - | - | - | ------- | ----- | ------ |
| 1.              | Grasshopper Club Zürich (A)  | 5   | 4 | 0 | 1 | 011:700 | +4    | 12     |
| 2.              | FC Yverdon Féminin (A)       | 5   | 3 | 1 | 1 | 007:100 | +6    | 10     |
| 3.              | FC Aarau (B)                 | 5   | 3 | 1 | 1 | 009:600 | +3    | 10     |
| 4.              | Femina Kickers Worb (B)      | 5   | 1 | 2 | 2 | 007:100 | −3    | 05     |
| 5.              | FC Staad (A)                 | 5   | 1 | 1 | 3 | 006:900 | −3    | 04     |
| 6.              | SC Derendingen Solothurn (A) | 5   | 0 | 1 | 4 | 003:100 | −7    | 01     |
| Stand: Endstand |                              |     |   |   |   |         |       |        |

| (A) | NLA-Verein in der Qualifikation |
| (B) | NLB-Verein in der Qualifikation |

## Abstiegsrunde NLB
Da die NLB gleichzeitig zur Verkleinerung der NLA vorübergehend auf zwölf Teams aufgestockt wurde, um die NLA-Absteiger aufzunehmen, sollte es in der NLB auch in der Übergangssaison nur zwei Absteiger geben. Wie in der Finalrunde der NLA wurden neu alle zuvor erspielten Punkte mitgenommen. Auch hier trafen zwei Mannschaften noch ein weiteres Mal aufeinander und absolvierten so sieben weitere Spiele.
Am 21. Juni 2017 kündigten die Verantwortlichen des aus der NLA abgestiegenen FC Staad und des FC St. Gallen an, in Zukunft ein gemeinsames Team in der NLB zu stellen, um die Kräfte für einen Wiederaufstieg zu bündeln. Das neue Team trat in der Folgesaison unter dem Namen FC St. Gallen-Staad an. Dadurch wurde ein weiterer Startplatz in der NLB frei. Zusammen mit dem Rückzug des FC Neunkirch bedeutete dies, dass sowohl der FC Schlieren als auch der FC Kloten doch nicht absteigen mussten.
Der FF Chênois gab am 13. Juni 2017 bekannt, mit dem Servette FC zu fusionieren und künftig als dessen Frauenmannschaft aufzutreten. Das Team trat in Zukunft unter dem Namen Servette FC Chênois Féminin (SFCCF) an. Seit 2012 hatte sich die ehemalige Frauensektion des CS Chênois vom Stammverein getrennt.

### Tabelle
| Pl.             | Verein                          | Sp. | S | U | N | Tore    | Diff. | Punkte | Bonus | Gesamt |
| --------------- | ------------------------------- | --- | - | - | - | ------- | ----- | ------ | ----- | ------ |
| 1.              | FC Zürich Frauen U-21           | 7   | 5 | 1 | 1 | 025:800 | +17   | 16     | 33    | 49     |
| 2.              | FF Chênois                      | 7   | 6 | 1 | 0 | 020:700 | +13   | 19     | 19    | 38     |
| 3.              | FC Therwil                      | 7   | 2 | 1 | 4 | 015:160 | −1    | 07     | 29    | 36     |
| 4.              | FC St. Gallen (A)               | 7   | 3 | 1 | 3 | 013:150 | −2    | 10     | 24    | 34     |
| 5.              | FC Aïre-le-Lignon (N)           | 7   | 3 | 0 | 4 | 015:170 | −2    | 09     | 25    | 34     |
| 6.              | Frauenteam Thun Berner Oberland | 7   | 3 | 2 | 2 | 011:800 | +3    | 11     | 23    | 34     |
| 7.              | FC Schlieren                    | 7   | 2 | 1 | 4 | 014:230 | −9    | 07     | 26    | 33     |
| 8.              | FC Kloten (N)                   | 7   | 0 | 1 | 6 | 008:270 | −19   | 01     | 3     | 4      |
| Stand: Endstand |                                 |     |   |   |   |         |       |        |       |        |

| (A) | Absteiger der letzten Saison     |
| (N) | Neuaufsteiger der letzten Saison |

## 1. Liga
Aufsteiger
- FC Walperswil (Gruppe 1)
- FC Amriswil (Gruppe 2)